# Sultanatul femeilor
 Sultanatul femeilor  (în limba turcă otomană قادینلر سلطنتی;  Kadınlar saltanatı) este o perioadă  din istoria Imperiului Otoman (ultimele decenii ale secolului al XVI-lea și prima jumătate a secolului al XVII-lea) în care femeile, în special mamele sultanilor, Valide Sultan, au exercitat o influență importantă asupra politicii Imperiului Otoman. Bunică, mamă, soră sau iubită, femeia, deși cu statut mai puțin privilegiat în lumea islamică, se impune uneori, din umbră, prin prezența sa. Faptele acesteia, modul de abordare a rolului său în societatea de acum sute de ani sau în cea de acum, fac obiectul unor discuții aprinse. Apariția ei în peisaj, criticată la început, acceptată și, într-un final, înglobată societății conduse, în marea majoritate a cazurilor de către bărbați, a făcut ca multe dintre deciziile luate să poarte amprenta acesteia, să fie observată în evoluțiile societăților aflate într-o continuă mișcare.  
Conform unor oameni de știință, primul conducător otoman care a folosit titlul de „sultan” („suveran”, conducător cu autoritate supremă) a fost Bayezid I (r. 1389–1402), fiul celui de-al treilea conducător Otoman Murad I (r. 1362–89). Ibrahim Pasha, marele vizir, este amintit ca fiind cel care a considerat sultanul ca fiind „noul cuceritor al lumii, succesorul lui Alexandru cel Mare”. 
Termenul a fost folosit pentru prima oară de istoricul turc Ahmed Refik (1881-1937) pentru explicarea unei perioade dezvoltării încetinite a Imperiului Otoman.  
Titlul de „sultană”, des întâlnit în textele europene pentru a denumi prințesele Otomane este o invenție pur europeană, niciodată folosită la Curtea Otomană.  
Această influență a fost o așa-zisă prelungire a autorității pe care o exercitau mamele sau consoartele sultanilor în harem. „The sultan’s mother constituted the chief authority over the  harem, ..., if she were deceased, authority over the harem devolved to the sultan’s Senior Consort, ...”  - „Mama sultanului constituia autoritatea supremă asupra haremului, ..., iar dacă era decedată, autoritatea asupra acestuia era preluată de către Consoarta acestuia...”. O „femeie sultan” se referă la o femeie conducătoare care a dobândit putere și autoritate ca suverană de sine stătătoare, mai degrabă decât cea de soție sau consoartă a unui conducător de sex masculin. Deși rare în istorie, au existat exemple de femei care au domnit în sine, cum ar fi Regina Elisabeta I a Angliei și Regina Hatshepsut a Egiptului.  Dacă secolul al XVI-lea a fost o epocă a regilor, a fost și o epocă a reginelor printre ele numărȃndu-se Anne Boleyn, Margareta de Navarra, Elisabeta I, Catherine de Médicis și Maria Regina Scoției, așa și Imperiul Otoman a „produs” astfel de regine, femeile din haremul imperial, cum ar fi Hürrem Sultan, și care dețineau adesea o putere și o influență politică semnificativă, dar nu au condus oficial ca sultani în sine. 

Toată această perioadă a Sultanatului Femeilor începută de pe vremea lui Süleyman Magnificul (1520) s-a extins până la jumătatea secolului al VII-lea.  Exercitarea acestor puteri politice a influențat și negocierile la nivel extern. 

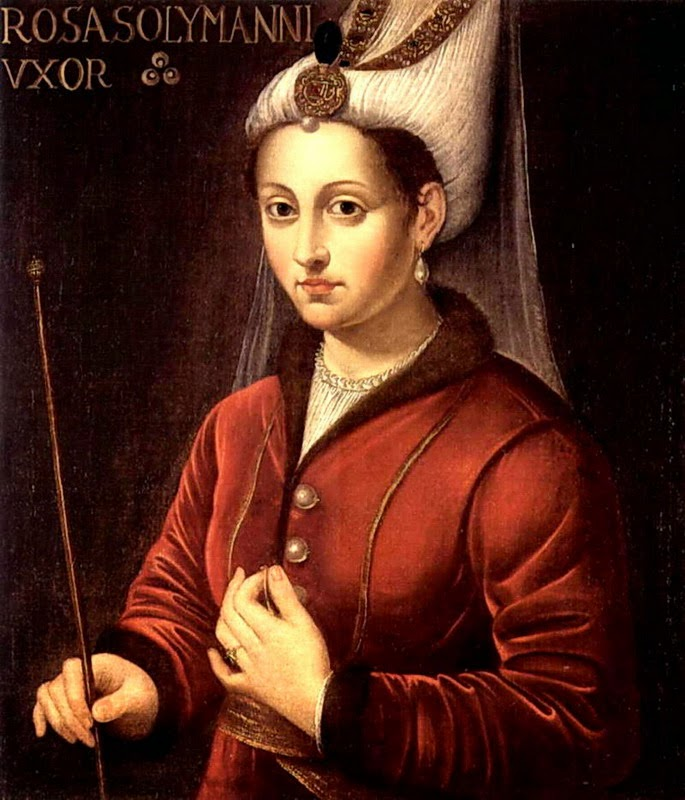
Aleksandra Lisowska (c. 1502 – 18 aprilie 1558), soția lui Soliman Magnificul, cunoscută sub diferite nume – Roxelana (“Ruteana”) sau Hürrem (“Cea veselă”)

Prima femeie din harem care a deținut o putere importantă în imperiu a fost Sultana Hürrem („Cea veselă”)(c. 1510-1558),singura soție a sultanului Soliman Magnificul.   
Cunoscută și sub alte diferite nume, nu se știe exact când Hürrem  s-a alăturat haremul lui Süleyman, dar ea , probabil că a devenit concubina lui chiar înainte sau în timpul primului an al sultanatului său (Süleyman avea o lună mai puțin de a împlini vârsta de douăzeci și șase de ani când a devenit sultan în septembrie 1520). Este posibil ca ea să fi fost prezentată sultanului drept cadou cu ocazia urcării sale. Ea este, ceea ce a fost denumit ca fiind „haseki”. De la acesta a pornit și declinul Imperiului Otoman, așa cum unii istorici afirmă caracterizând-o ca fiind „o vrăjitoare și o intrigantă nemiloasă”. Totul  este interpretabil, modul în care sunt expuse evenimentele, faptele și oamenii ne aduc în prim-plan ceea ce s-a dorit scos în evidență sau pus mai în umbră.
Succesiunea la tron a fiului lui Hürrem Sultan, Selim al II-lea, a fost asigurată prin manevre violente de către soția sultanului. Ea a organizat asasinarea a doi dintre prezumtivii moștenitori ai tronului, frați vitregi ai lui Selim. Pentru a-și asigura poziția de forță, Hürrem Sultan a complotat în 1536 pentru executarea marelui vizir Pargalı Ibrahim Pașa, iar în 1555 pentru uciderea marelui vizir Kara Ahmed Pașa și înlocuirea acestuia cu propriul ginere, Rüstem Pașa. Astfel, se spune că, Sultana Hürrem, prin ambiție și dorința de a domina, atât direct cât și indirect, a putut și a reușit să domine și să conducă în același timp cu soțul său, suveranul de drept, chit că rezultatele acțiunilor sale au fost puse sub semnul întrebării. Sub domnia ei s-a instaurat, ca o dorință de a slăbi puterea sultanului și de a da o putere sporită concubinelor și sultanelor, între secolele XVII și XVIII, „sultanatul femeilor” / „kadınlar saltanatı”. Această acțiune întreprinsă  avea să fie condamnată ulterior, dat fiind faptul că „ sistemul de guvernare de către favoriți și curteni a dus destul de curând la slăbirea imperiul atât de dezastruos.”.   Sultana Hürrem (mama Prințului Mehmet, Sultanei Mihrimah, lui Selim al II-lea, Prințului Baiazid, Șehzadei Cihangir, Șehzadei Abdullah) devine, în timp, și model pentru un personaj al operei literare a  lui Thomas Heywood,  Fair Maid of the West (vol. I și II), întruchipând pe Regina Tota. Ea este un personaj controversat din toate punctele de vedere, cum afirmam mai sus apărând de asemenea și aspecte legate de sexualitatea sa.  Cu toate acestea, vorbind despre influența „sultanelor” asupra Imperiului, din multe surse, deducem că relațiile dintre Süleyman ṣi Hürrem au fost dintre cele mai strȃnse, Hürrem fiind, de la concubină ṣi mama copiilor sultanului pȃnă la confindentă. Corespondența  lor este o dovadă vie a devotamentului lor unul pentru celălalt. Într-o   scrisoare, Hürrem a scris: „Doamne, absența ta a aprins în mine un foc care nu se stinge. Ai milă de acest suflet suferind și grăbește scrisoarea ta, ca să găsesc în ea măcar puțină consolare." Având în vedere că sultanul Hürrem (Roxolana) a fost soția celui mai „magnific” împărat al Imperiului Otoman, Kanuni Sultan Süleyman (Suleiman Magnificul), și se știe că a avut mult mai multă influență și putere în palat decât orice altă femeie din istoria Imperiului Otoman, numărul operelor literare scrise în Turcia, care se concentrează pe viața ei, sunt destul de limitate. motivul principal este, probabil secretul haremului, un loc în care niciunui om, în afară de eunuci și bineînțeles sultanului însuși nu i s-a permis să intre. La fel, femeile din harem nu aveau voie să-și părăsească cartierele, cu excepția unor concubine care erau aproape de femeile puternice ale haremului, cum ar fi valide sultan (mama sultanului), hasekis-ul sultanului sau alți membri ai familiei sale și au fost căsătorite cu bărbați eligibili de statut sau cu o carieră promițătoare în afara palatului.  
Sultana Mahidevran (Luna Norocului) este ṣi ea  prezență deloc de neglijat. Deṣi sunt puține informații despre aceasta.  Mahidevran Gülbahar Hatun (n. 1500 – d. 3 februarie 1581, Bursa, Imperiul Otoman) a fost una dintre concubinele sultanului Soliman I. Mahidevran apare printre cele șaptesprezece femei din harem enumerate într-un registru nedatat al gospodăriei princiare a lui Süleyman la Manisa. Au avut un copil, Șehzade Mustafa (1513-1553). Se pare că aceasta a avut un conflict direct cu Hürrem. Ea suscită un interes deosebit pentru că, în rivalitatea sa cu Hürrem , a pierdut.  
Ambițiile celor două femei erau ținute în frâu de către Valide Sultan Hafsa, dar după moartea acesteia, în 1534, rivalitatea a atins cote maxime. Situația se agravează atunci când între cele două se pornește o luptă, iar Hürrem  este bătută. Soliman înfuriat pentru molestarea lui Hürrem , o trimite pe Mahidevran să trăiască împreună cu fiul său . La sfârșitul domniei lui Soliman, atât Hürrem  cât și vizirul Rustem Paṣa s-au întors împotriva lui Mustafa. Mustafa a fost acuzat că a colaborat cu dușmanii, iar din această cauză Soliman a ordonat execuția lui, în anul 1553. După mulți ani de la execuția fiului său, Mahidevran s-a stabilit în Bursa, unde a trăit în sărăcie pentru că nu avea nici un venit. Noul sultan, Selim al II-lea i-a asigurat totuși lui Mahidevran un venit. Mahidevran a murit la 3 februarie 1581, la vârsta de 81 ani. 
Un alt exemplu celebru este cel al Sultanei Kösem (1589-1651), ea a fost considerată cea mai puternică sultană otomană din toate timpurile datorită faptelor sale bune pe care le-a făcut poporului; acesta o iubea foarte mult și ienicerii îi erau loiali. Concubina favorită a sultanului Ahmed I, mama lui  Murad al IV-lea  și bunică a sultanului Mehmed al IV-lea, ea a condus de facto Imperiul Otoman. 
Cele mai puternice femei din Harem se poate spune că au fost nora Roxelanei, Sultana Nurbanu (1525-1583), Sultana Safiye (1550-1618), Sultana Handan (1564-1605) și Sultana Halime (1576-1623), Sultana Turhan (1627-1683).
Printre cele mai puternice femei din punct de vedere politic al acestei perioade, se numără și prințesa otomană Sultana Mihrimah, fiica sultanului Soliman Magnificul și a Sultanei Hürrem. După moartea mamei sale, în anul 1558, ea a condus haremul, iar după moartea tatălui ei, în anul 1566, ea a fost numită pentru prima dată Valide Sultan pentru fratele ei, Selim al II-lea când acesta a preluat tronul imperiului după moartea tatălui său. A fost singura prințesă otomană care deținea puterea absolută în Imperiu după sultan, dar și cea mai bogată femeie din vremea ei.
Kösem Sultan, haseki lui Ahmed I și valide sultan în timpul a trei domnii, a avut o lungă carieră ca gardian al prinților. Nu numai că ea, ca și Hürrem, avea mai mulți fii, dar acești prinți au fost grav amenințați de politica dinastică a generațiilor precedente. Tendința spre primogenitură de mai târziu a secolului al XVI-lea a sugerat că fiii ei ar putea deveni victimele fratelui lor mai mare, Osman , care s-a născut dintr-o altă concubină.  Este posibil ca modificări semnificative ale modelului de succesiune la tron au fost puse la punct în timpul domniei lui Ahmed I se datorează cumva eforturilor lui Kösem.
S-au mai remarcat ca „Valide Sultane”, în secolele al XVI-lea ṣi al XVII-lea, altele decât cele menționate anterior,  următoarele :
-         Sultana Nurbanu (157-1583)
-         Safiye Sultan (1595-1603)
-         Handan (1603-1605)
-         Mahfiruz (-)
-         Turhan (1651-1683)
-         Dilașub (1687-1689)
-         Muazzez (-)
-         Gülnüș (1695-1715)
Astfel de femei puternice și-au exercitat influența în ceea ce privește numirea în funcții importante precum marele agă al ienicerilor. Locuitoarele haremului erau din punct de vedere legal fără nicio excepție sclave și aveau ca singură sarcină servirea sultanului. Implicarea acestor persoane nepregătite pentru conducere în politică a fost din această cauză umbrită de greșeli și nepotism. Opțiunile femeilor din harem nu erau ghidate de apărarea intereselor imperiului sau de meritele protejaților lor, ci de satisfacerea unor interese personale și de loialități create pe baze etnice. În secolul al XVI-lea, de exemplu, sultanii au preferat compania femeilor din Caucaz, iar proporția demnitarilor originari din această regiune era foarte mare. Un simptom general al implicării arbitrarea a femeilor din harem în politica imperiului a fost frecventa schimbare a marilor viziri ai Imperiului.  În medie, în prima jumătate a secolului al XVII-lea, deținătorul postului de mare vizir a fost schimbat după cel mult un an. Din acest motiv, imperiul a suferit mult atât pe plan intern cât și pe plan extern, din cauza discontinuității și uneori a haosului din administrația otomană.. Pe de alta parte, implicarea în politica imperială a femeilor din harem a permis supraviețuirea statului prin succesiunea la tron doar pe linie directă paternă și prin compensarea ineficienței sau incompetenței unor sultani precum Mustafa I sau Ibrahim I. Se consideră de asemenea că schimbul de putere de la sultanii autoritari sau doar brutali către femeile haremului a dus la o formă de guvernare mai rațională.
Influența femeilor din harem asupra politicii și numirilor în funcții a încetat  în 1656 odată cu venirea la putere a marelui vizir Köprülü Mehmed Pașa.
Ca o concluzie a celor de mai sus putem spune că „vina” pentru existența acestui „Sultanat al Femeilor” dintre 1566 și 1656, într-o perioadă de aproximativ un secol, o poartă incapacitatea sultanilor de a-și ascunde slăbiciunile față de frumoasele lor soții, în special pentru copii, cȃt ṣi datorită sultanilor care au ajuns pe tron la o vârstă fragedă, femeile fiind astfel implicate în administrarea statului, în afacerile interne și externe. De aici ṣi o „prelugire” a influențelor materne preluată, strategic, de către concubinele sultanilor.  
Femeile cu statut superior în această societate matriarhală , bătrânele matriarhatului, aveau o autoritate considerabilă nu numai asupra altor femei, dar și peste bărbații mai tineri din familie, căci haremul era de asemenea cadrul pentru viața privată a bărbaților.
Funcția cea mai vitală a mamei prințului era să-l țină în viață. Unul dintre cele mai importante moduri în care a făcut asta a fost să-l ferească de nemulțumirea sultanului, mai ales prin prevenirea oricărei bănuieli a sultanului legate de planurile prințului la accederea pe tron. Pe lângă faptul că și-au protejat fii de capriciile succesiunii, mama prinților a continuat în secolul al XVII-lea să joace un rol important ca tutore politic. Odată cu abandonarea statultului princiar, educația și pregătirea prinților a fost limitată la palat. Ca tineri, prinții au primit anterior pregătire fizică și intelectuală alături de pagini în a treia curte a palatului.
Autoritatea bătrânelor a depășit, atât în izvoarele, cât și în efectele sale, granițele familiei individuale. Într-o politică precum cea a otomanilor, unde imperiul era considerat domeniul personal al familiei dinastice, era firesc că femeile importante din gospodăria dinastică — în special, mama sultanului domnitor — să-și asume roluri legitime de autoritate în afara casei regale. O altă sursă de influență a femeilor dincolo de familie a fost proprietatea și exploatarea proprietății.
Suprapunerea conceptelor de harem, hass și iç/içeri nu este dificil de observat. Fiecare este definită de eligibilitate și excludere. Fiecare reprezintă statutul și onoarea. Pe măsură ce cineva avansează pe scara socială/politică (pentru a reveni la o metaforă occidentală), autoritatea este tot mai mult un fenomen al interiorului, adesea literalmente un spațiu interior, chiar rezidențial, ale cărui limite sunt păzite. Aceasta este o inversare a noțiunilor occidentale moderne dominante ale semnificației politice ca „exterior” sau public, iar marginalul politic ca „interior” sau privat și intern. Harem, hass și iç/içeri[3] converg pentru a plasa sultanul și spațiul în care el locuiește la vârful social, moral, și ordinea politică.  De aici și această influență „ascunsă” pe care sultanele o exercitau din spatele cortinei, din acest spațiu interior menționat în rândurile de mai sus.